# Eric Granefelt
Lars Eric Gösta Granefelt, född 24 april 1937 i Kungsholms församling i Stockholm, är en svensk militär.

## Biografi
Granefelt avlade officersexamen vid Krigsskolan 1959 och utnämndes samma år till fänrik vid Bergslagens artilleriregemente, där han befordrades till löjtnant 1961. Han gick Artilleriofficersskolan vid Artilleri- och ingenjörofficersskolan 1962–1963, utbildade sig vid Militärhögskolan (ATKV) 1965–1967, befordrades till kapten 1967, var biträdande försöksofficer vid Artilleriskjutskolan 1967–1969, detaljchef vid Arméstaben 1969–1973, befordrades till major 1972 och var chef för Försöksavdelningen vid Artilleriskjutskolan 1976–1979. Han befordrades till överstelöjtnant vid Bergslagens artilleriregemente 1979, varpå han var bataljonschef vid Artilleriskjutskolan 1981–1984, chef för Utbildningsavdelningen vid Artilleriskjutskolan 1984–1986 samt tjänstgjorde vid Huvudavdelningen för armémateriel i Försvarets materielverk 1986–1990. Granefelt var utbildningschef vid Artilleri- och ingenjörhögskolan 1990–1992 och tillförordnad chef för skolan från och med den 1 april till och med den 31 augusti 1992.